# Martin-Baker Aircraft Company
Die Martin-Baker Aircraft Company ist ein Pionier und heute Weltmarktführer bei der Entwicklung und Herstellung von Schleudersitzen und ehemaliger Flugzeugbauer. Der Unternehmenssitz befindet sich in Higher Denham (Buckinghamshire, Vereinigtes Königreich). Nach Unternehmensangaben retteten Schleudersitze von Martin-Baker über 7770 Piloten das Leben.
Heute stellt die Firma außer Schleudersitzen noch Sitze für Hubschrauber sowie Hitzeschilde und Fallschirme für Raumfahrzeuge her.

## Geschichte
Die Martin Baker Aircraft Company Limited wurde 1934 von James Martin (1893–1981) (ab 1965: Sir James Martin) und Captain Valentine Baker (MC, DFC) (1888–1942) als Martin's Aircraft Works gegründet und stellte damals noch Flugzeuge her. Valentine Baker starb am 12. September 1942 beim Testflug mit dem Prototyp der Martin-Baker M.B.3.

## Flugzeuge
Im Zweiten Weltkrieg entwickelte Martin Baker mehrere Prototypen von Militärflugzeugen, von denen jedoch keines in Serie produziert wurde.
- Martin-Baker M.B.1 (1935) – zweisitziger Prototyp eines Leichtflugzeugs
- Martin-Baker M.B.2 (1938) – Jagdflugzeug, nur Prototyp
- Martin-Baker M.B. 3 (1942) – Jagdflugzeug, Prototyp mit sechs Kanonen
- Martin-Baker M.B.4 (1943) – nur Studie, zugunsten M.B.5 aufgegeben
- Martin-Baker M.B.5 (1944) – Jagdflugzeug, nur Prototyp
- Martin-Baker M.B.6 (1945) – Strahlflugzeugprojekt mit 0/0-Schleudersitz
- Martin-Baker M.B.7 (1946) Black Bess – Hochgeschwindigkeits-Testflugzeug. Modell gebaut, aber 1947 eingestellt.

Im Zweiten Weltkrieg stellte die Firma gepanzerte Sitze für die Supermarine Spitfire her.

## Schleudersitze
Seit 1944 beschäftigte sich das Unternehmen auch mit der Entwicklung von Schleudersitzen. Bald stellte sich heraus, dass Federsysteme nicht ausreichen und nur Raketen- oder Explosionssysteme eine entsprechende Leistung liefern. Der erste Schleudersitz der Firma wurde am 24. Juli 1946 an Bord einer Gloster Meteor bei 510 km/h in 2.500 m Höhe durch Bert Lynch getestet.
Der erste Einsatz in einer Notfallsituation erfolge durch einen britischen Piloten in einem Armstrong Whitworth A.W.52-Experimentalflugzeug im Mai 1949.
Die heute von Martin-Baker für alle amerikanischen Kampfflugzeuge hergestellten Schleudersitze sind 0/0-fähig, das heißt, sie sind bei einer Geschwindigkeit und Höhe von Null vollkommen funktionsfähig.
Da ab den 1990ern auch Frauen an Kampfeinsätzen teilnehmen dürfen, wurde es notwendig, die Schleudersitze an deren körperliche Konstitution anzupassen.

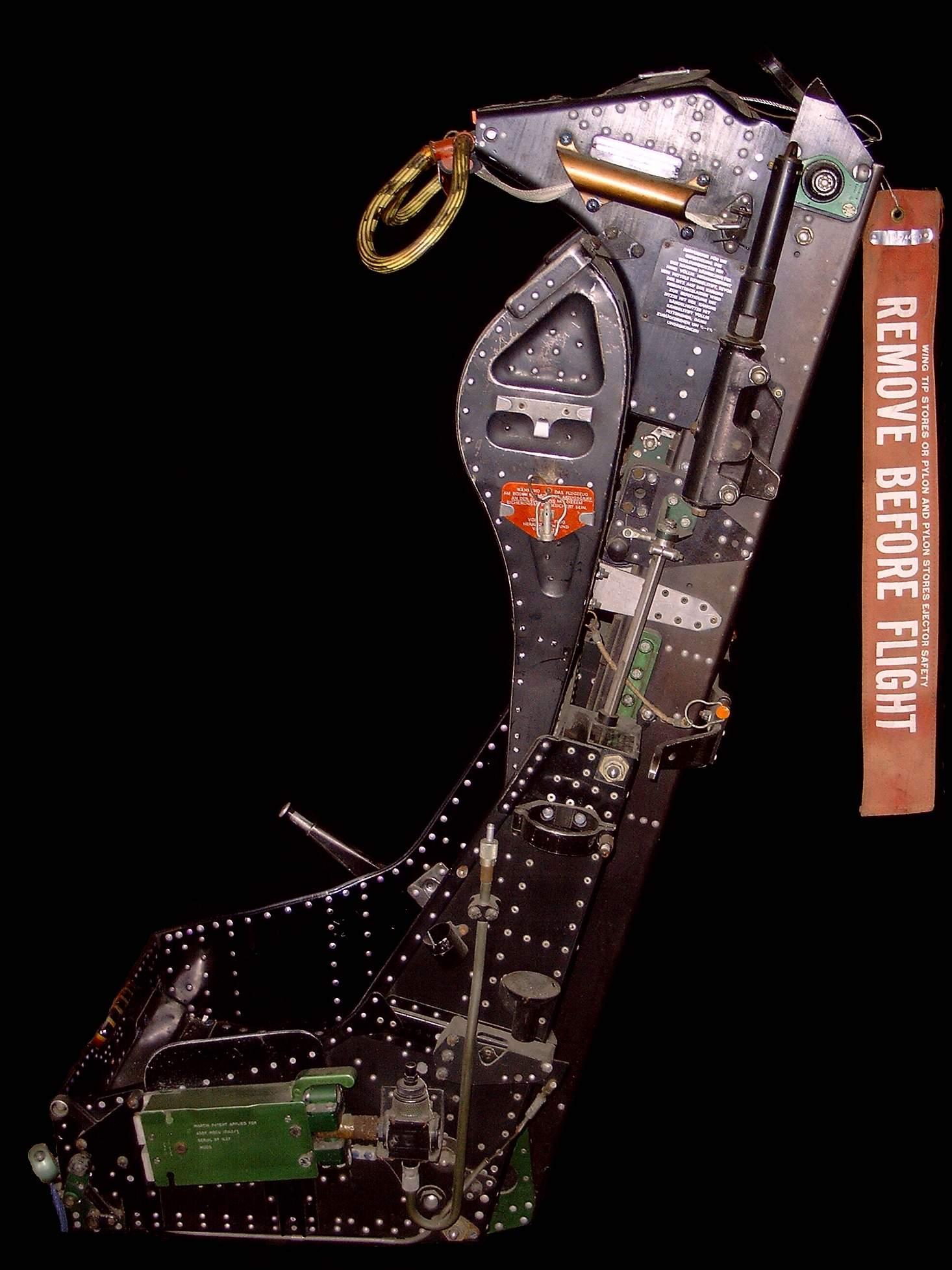
Martin Baker Mk. GT5

- Mark 1 – eingebaut in E.E. Canberra, Gloster Meteor, Hawker Hunter, Hawker Sea Hawk, Supermarine Attacker, Westland Wyvern, Avro Canada CF-100 Canuck und Supermarine Swift
- Mark 2 – eingebaut in Canberra, CF-100, Hawker Hunter, Supermarine Attacker, Westland Wyvern, Sea Hawk, Meteor, Venom, Supermarine Swift, Saunders Roe
- Mark 3 – eingebaut in Canberra, Hunter, Valiant, Vampire, Swift, Javelin, Vulcan, Victor, Fairey Delta 2, Bristol 221
- Mark 4 – eingebaut in MB-326, Strikemaster, Étendard IV, Mirage III, Mystère, Ouragan, Alpha Jet, D.H. Vampire, E.E. Canberra, E.E. Lightning, Fouga Magister, Ajeet, Marut, Kiran, Hawker Hunter, SEPECAT Jaguar, Vautour
- Mark 5 – eingebaut in Mirage III, F4D Skyray, A-6 Intruder, F-11 Tiger, OV-1 Mohawk, T-33 Shooting Star, TRV-1 SeaStar, F3H Demon, F-4K Phantom II, FJ-4 Fury, F-86D Sabre, F-100 Super Sabre, F-84F Thunderstreak, F-8 Crusader
- Mark GT5 – eingebaut in RF84F ThunderFlash (Baujahr 1961, in Benutzung bis ca. 1976)
- Mark 6 – eingebaut in MB-326/Atlas Impala, Atlas Cheetah, Buccaneer, Mirage III, Ouragan, Super Étendard, Fiat G.91, IA 58 Pucará, IAI Dagger/Kfir
- Mark 7 – eingebaut in Starfighter (GQ7), F-4F Phantom (MK7)
- Mark 8 – eingebaut in IA 63 Pampa, Short Tucano
- Mark 9 – eingebaut in Dornier Do 31, H.S. Harrier G.R.1, Nord 500, SEPECAT Jaguar, VFW VAK 191B
- Mark 10A – eingebaut in Panavia Tornado, Alpha Jet, MB-339, Nanchang A-5C „Fantan“, Dassault Mirage 5 und Chengdu F-7
- Mark 10L – eingebaut in Pampa, Saab JAS-39 Gripen, Hawk, AMX, Super Tucano, F-5 „Tiger II“, T-36, CASA C-101, Cheetah, K-8, Soko G-4, S-211, EMB-312 Tucano, IAR-99, V-22, I.A.I. Kfir
- Mark 11 – eingebaut in Pilatus PC-9, PC-7 MkII, PZL-130
- Mark 12 – eingebaut in Harrier
- Mark 14 – eingebaut in F-14D, F/A-18C/D
- Mark 15 – eingebaut in PC-7 MkII
- Mark 16 – eingebaut in F-35 JSF, Eurofighter Typhoon, Rafale, Pilatus PC-21, Northrop T-38, T-6 Texan II[5]

## Ejection Tie Club
Die Mitgliedschaft im Ejection Tie Club ist Piloten vorbehalten, deren Leben durch einen Martin-Baker-Schleudersitz gerettet wurde. Jedes Clubmitglied erhält ein Zertifikat, eine Mitgliedskarte, ein Abzeichen, Krawatte, Anstecknadel oder bei Frauen eine Brosche. Alle diese Erinnerungsstücke sind mit dem internationalen Warnzeichen für Schleudersitze, einem roten Dreieck, versehen.
Der erste Pilot, der in den Ejection Tie Club aufgenommen wurde, war ein Pilot der Royal Air Force, der 1957 über dem damaligen Rhodesien abstürzte. Der Club hat heute über 6000 Mitglieder.

## Besondere Vorkommnisse
Am 8. November 2011 wurde ein Pilot des Red Arrows Kunstflugteams der Royal Air Force bei der Überprüfung seines Hawk T1 Jets vor einem Flug auf der Luftwaffenbasis RAF Scampton über 60 m in die Luft geschleudert und getötet, als sich sein Schleudersitz vom Typ Mark 10B löste, der Fallschirm sich jedoch nicht öffnete. Eine gerichtliche Untersuchung stellte die Schuld des Herstellers am Tod fest, da eine Schraube zu fest angezogen worden war und so das Öffnen des Fallschirms verhindert wurde. Die Fehlauslösung wurde nicht durch einen Fehler des Herstellers ausgelöst, wie eine weitere Untersuchung vorher ergeben hatte. Der Hersteller erkannte seine Verantwortung für den Tod des Piloten an und erklärte sich bereit die Prozesskosten von 550.000 £ zusätzlich zur Geldstrafe von 1,1 Millionen £ zu übernehmen.